# Festival de la bande dessinée de Colomiers
Pour les articles homonymes, voir Festival de la bande dessinée.
 (mars 2014).
Si vous disposez d'ouvrages ou d'articles de référence ou si vous connaissez des sites web de qualité traitant du thème abordé ici, merci de compléter l'article en donnant les références utiles à sa vérifiabilité et en les liant à la section « Notes et références ».
Le festival de la bande dessinée de Colomiers est un festival français annuel de la bande dessinée qui se déroule à Colomiers en Haute-Garonne.
Il a été créé en 1987 et a lieu le troisième week-end de novembre.

## Le festival
Le festival est organisé par la direction des affaires culturelles de la mairie de Colomiers.
Son objectif est le soutien à la jeune création, l'accès à la connaissance par la lecture, l'éducation artistique et culturelle.
Il est destiné à tous les publics et aux professionnel·les. Pour l'édition 2020, le budget du festival s'élève à 220 000 euros et les principaux partenaires de la commune sont par ordre décroissant le conseil départemental, le Centre national du livre, la Caisse d'épargne, la région, la Métropole, la Sofia et la direction régional des affaires culturelles.
Le programme propose des dédicaces d'auteur·ices, des stands d'éditeur·ices, des tables rondes, conférences ou débats, des ateliers, expositions ou spectacles, des animations pour les enfants et accueil de classes, la projection de films, des prix (prix collégien et lycéen de la BD, prix Toute Première Fois), et une journée professionnelle.
Il a lieu dans le Hall Comminges de Colomiers. Depuis 2011, des expositions sont également faites dans le Pavillon blanc Henri-Molina - Centre d'art ainsi qu'à l'Espace Lucien-Bazy et au cinéma Véo Grand-Central.

## Historique

### Évolution de l'organisation
Le festival était au départ un salon du livre organisé par Pierre-André Caléca, libraire à Colomiers. Avec d'autres amateur·ices de bandes dessinées et la mairie de Colomiers, il mit en place le premier Salon de la bande-dessinée en 1987. 
Ce salon BD était organisé par un comité organisateur (des associations, des libraires de l'agglomération toulousaine, des amateur·ices éclairé·es, des animateur·ices socio-culturels de Maisons de quartier de la ville et la mairie de Colomiers et enfin Pierre André Caléca qui en était l'âme).
Le festival propose des expositions : Baru, Frédéric Bézian, Marc N'Guessan, Jean-Claude Mézières, Hugues Labiano, Xavier Fourquemin, etc. Au tout début de cette manifestation, certaines expositions étaient créées par des amateur·ices participant au comité organisateur voire de jeunes columérin·es fréquentant les Maisons de quartier de la ville.  
Ce salon qui devient « Festival de la BD » est ouvert à un public familial, permettant à tou·tes de découvrir des grands noms du 7e art de la bande dessinée franco-belge.
Au fur et à mesure, le festival donna une plus grande place à la bande dessinée indépendante. C'est dans cette démarche que se met en place le « supermarché Ferraille » en 2004 (Les requins marteaux en étaient les organisateurs).
Chaque année depuis 2009, le festival décerne le Prix découverte de Midi-Pyrénées qui vise à repérer, soutenir et valoriser le travail des jeunes auteur·ices de la région. Il évolue en 2022 en Prix Toute Première Fois, un prix doté, remis à un·e artiste pour une première bande dessinée remarquable. Sont également décernés, le Prix Lycéen de la BD en collaboration de l'Académie de Toulouse et le Prix Collégien de la BD en collaboration de l'Académie de Toulouse et le Conseil départemental de la Haute-Garonne.
Le festival de 2020 a été annulé en raison de la Covid-19, l'organisation a cependant rémunéré les auteur·ices et éditeur·ices.
Pour le festival de 2021, 80 éditeur·ices et plus de 150 auteur·ices sont présent·es.

### Les dessinateur·ices des affiches du festival
| Édition | Auteur            |
| ------- | ----------------- |
| 1987    | Jo-El Azara       |
| 1988    | François Walthéry |
| 1989    | Jean-Luc Serrano  |
| 1990    | Michel Janvier    |
| 1991    | Jacques Ferrandez |
| 1992    | Peyo              |
| 1993    | Boëm              |
| 1994    | Caza              |
| 1995    | Albert Uderzo     |
| 1996    | Serge Carrère     |
| 1997    | Alain Garrigue    |
| 1998    | Florence Magnin   |
| 1999    | Hugues Labiano    |
| 2000    | Roba              |
| 2001    | Bernard Olivié    |
| 2002    | Dupuy-Berberian   |
| 2003    | Joe G. Pinelli    |
| 2004    | Ferraille         |
| 2005    | Olivier Pont      |
| 2006    | Edmond Baudoin    |
| 2012    | Stéphane Trapier  |
| 2013    | Simon Roussin     |
| 2014    | Jon McNaught      |
| 2015    | Emiliano Ponzi    |
| 2016    | Étienne Chaize    |
| 2017    | Maïté Grandjouan  |
| 2018    | Anne Laval        |
| 2019    | Antoine Maillard  |
| 2020    | Eleanor Taylor    |
| 2021    | Jérôme Dubois     |
| 2022    | Marie Larrivé     |
| 2023    | Simon Bailly      |
| 2024    | Kristina Tzekova  |

### Invité·e principal·e
| Édition | Invité principal       |
| ------- | ---------------------- |
| 2004    | Philippe Vuillemin     |
| 2005    | Dab's                  |
| 2006    | Edmond Baudoin         |
| 2007    | Jacques Ferrandez      |
| 2008    | Frédéric Bézian        |
| 2009    | Jean-Christophe Chauzy |
| 2010    | Marc-Antoine Mathieu   |
| 2011    | Pénélope Bagieu        |

### Prix découverte
Le « Prix découverte » est remis à un jeune auteur professionnel résidant en région Occitanie.
| Édition | Lauréat              |
| ------- | -------------------- |
| 2009    | Cyrille Pomès        |
| 2010    | Jules Stromboni      |
| 2011    | Lillian Coquillaud   |
| 2012    | Amélie Marchandot    |
| 2013    | Wouzit               |
| 2014    | Mickaël Jourdan      |
| 2015    | Junie Biffraz        |
| 2016    | Yohan Colombié-Vivès |
| 2017    | Théo Calméjane       |
| 2018    | Simon Lamouret       |
| 2019    | Antoine Maillard     |
| 2020    | Pierre Maurel        |
| 2021    | Delphine Panique     |

### Prix Toute Première Fois
| Édition | Lauréat         |
| ------- | --------------- |
| 2022    | Martin Panchaud |
| 2023    | Lika Nüssli     |

### Fréquentation
- 2005 : 6 825 visiteurs
- 2006 : 7 000 visiteurs
- 2009 : 10 000 visiteurs
- 2014 : 14 000 visiteurs
- 2015 : 13 000 visiteurs
- 2017 : 14 000 visiteurs
- 2019 : 15 000 visiteurs
- 2020 : pas d'édition
- 2021 : 17 110 visiteurs[2]
- 2022 : 18 370 visiteurs
- 2023 : 18 500 visiteurs